# Spirochétose (maladie professionnelle en France)
Cet article décrit les critères administratifs pour que la leptospirose ou la maladie de Lyme soit reconnue comme maladie professionnelle. Pour la description clinique de la maladie se reporter aux articles suivants :

## Législation enFrance

### Régime général
| Fiche Maladie professionnelle | Fiche Maladie professionnelle | Fiche Maladie professionnelle |
| Ce tableau définit les critères à prendre en compte pour qu'une infection par les spirochètes (à l'exception des tréponématoses) soit prise en charge au titre de la maladie professionnelle                                                                    | Ce tableau définit les critères à prendre en compte pour qu'une infection par les spirochètes (à l'exception des tréponématoses) soit prise en charge au titre de la maladie professionnelle | Ce tableau définit les critères à prendre en compte pour qu'une infection par les spirochètes (à l'exception des tréponématoses) soit prise en charge au titre de la maladie professionnelle |
| Régime Général. Date de création : 18 juillet 1936. | Régime Général. Date de création : 18 juillet 1936. | Régime Général. Date de création : 18 juillet 1936. |
| Tableau no 19 RG | Tableau no 19 RG | Tableau no 19 RG |
| Spirochétoses (à l'exception des tréponématoses) | Spirochétoses (à l'exception des tréponématoses) | Spirochétoses (à l'exception des tréponématoses) |
| --- | --- | --- |
| Désignation des Maladies | Délai de prise en charge | Liste indicative des principaux travaux susceptibles de provoquer ces maladies |
| - A - Toute manifestation clinique de leptospirose provoquée par Leptospira interrogans. La maladie doit être confirmée par identification du germe ou à l'aide d'un sérodiagnostic d'agglutination, à un taux considéré comme significatif.                    | 21 jours | Travaux suivants exposant au contact d'animaux susceptibles d'être porteurs de germe et effectués notamment au contact d'eau ou dans les lieux humides, susceptibles d'être souillés par les déjections de ces animaux : |
| | | - Travaux effectués dans les mines Carrières (travaux au fond),les tranchées, les tunnels, les galeries, les souterrains ; travaux du génie ; - Travaux effectués dans les égouts, les caves, les chais ; - Travaux d'entretien des cours d'eau, canaux, marais, étangs et lacs, bassins de réserve et de lagunage ; - Travaux d'entretien et de surveillance des parcs aquatiques et stations d'épuration ; - Travaux de drainage, de curage des fossés, de pose de canalisation d'eau ou d'égout, d'entretien et vidange des fosses et citernes de récupération de déchets organiques ; - Travaux effectués dans les laiteries, les fromageries, les poissonneries, les cuisines, les fabriques de conserves alimentaires, les brasseries,les fabriques d'aliments du bétail ; - Travaux effectués dans les abattoirs, les chantiers d'équarrissage, travaux de récupération et exploitation du cinquième quartier des animaux de boucherie ; - Travaux exécutés sur les bateaux, les péniches, les installations portuaires ; travaux des mariniers et dockers ; - Travaux de dératisation ; - Travaux de soins aux animaux vertébrés ; - Travaux dans les laboratoires de bactériologie ou de parasitologie. |
| - B - Les manifestations cliniques suivantes de borréliose de lyme: | | Travaux suivants exposant à la bactérie infestant des hôtes vecteurs (tiques du genre ixodes) ou des hôtes réservoirs (vertébrés sauvages ou domestiques) et effectués sur toute zone présentant un couvert végétal tel que forêt, bois, bocage, steppe ou lande : Expertise agricole et foncière, arpentage et levé de plan ; Pose et entretien des lignes électriques, téléphoniques, des réseaux de gaz, d'eau d'assainissement ; Construction et entretien des voies de circulation. |
| 1) Manifestation primaire : érythème migrant de Lipschutz, avec ou sans signes généraux. | 30 jours | |
| 2) Manifestation secondaires : Troubles neurologiques : Méningite lymphocytaire, parfois isolée ou associée à : - douleurs radiculaires ; - troubles de la sensibilité ; - atteinte des nerfs périphériques et crâniens (syndrome de Garin-Bujadoux-Bannwarth). | 6 mois | |
| Troubles cardiaques : - Troubles de la conduction ; - Péricardite. | 6 mois | Travaux de soins aux animaux vertébrés. |
| Troubles articulaires : - Oligarthrite régressive. | 6 mois | |
| 3) Manifestation tertiaires : - Encéphalo-myélite progressive. - Dermatite chronique atrophiante. - Arthrite chronique destructive | 10 ans | Travaux mettant au contact de l'agent pathogène ou de son vecteur dans les laboratoires de bactériologie et de parasitologie. |
| Pour les manifestations secondaires et tertiaires, le diagnostic doit être confirmé par une sérologie, à un taux considéré comme significatif pour un des sous groupes génomiques de Borrelia burgdorferi.                                                      | | |
| Date de mise à jour : 29 juillet 1999 | | |

### Régime agricole
| Fiche Maladie professionnelle | Fiche Maladie professionnelle | Fiche Maladie professionnelle |
| Ce tableau définit les critères à prendre en compte pour que la leptospirose soit prise en charge au titre de la maladie professionnelle                                                                                               | Ce tableau définit les critères à prendre en compte pour que la leptospirose soit prise en charge au titre de la maladie professionnelle | Ce tableau définit les critères à prendre en compte pour que la leptospirose soit prise en charge au titre de la maladie professionnelle |
| Régime Agricole. Date de création : 17 juin 1955. | Régime Agricole. Date de création : 17 juin 1955.                                                                                        | Régime Agricole. Date de création : 17 juin 1955. |
| Tableau N° 5 RA | Tableau N° 5 RA | Tableau N° 5 RA |
| Leptospiroses | Leptospiroses | Leptospiroses |
| --- | --- | --- |
| Désignation des Maladies | Délai de prise en charge | Liste indicative des principaux travaux susceptibles de provoquer ces maladies |
| Toute manifestation clinique de leptospirose provoquée par leptospira interrogans. La maladie doit être confirmée par identification du germe ou à l'aide d'un sérodiagnostic d'agglutination, à un taux considéré comme significatif. | 30 jours | Travaux suivants exposant au contact d'animaux susceptibles d'être porteurs de germe et effectués notamment au contact d'eau ou dans des lieux humides susceptibles d'être souillés par leurs déjections : |
| | | - travaux effectués dans les tranchées, les tunnels, les galeries, les souterrains ; - travaux effectués dans les égouts, les caves, les chais ; - travaux d'entretien des cours d'eau,canaux, marais, étangs et lacs, bassins de réserve et de lagunage ; - travaux d'entretien et de surveillance des parcs aquatiques ; - travaux de drainage, de curage des fossés, de pose de canalisation d'eau ou d'égout, d'entretien et vidange des fosses et citernes de récupération de déchets organiques ; - travaux effectués dans les laiteries, les fromageries, les poissonneries, les cuisines, les fabriques de conserves alimentaires, les brasseries, les fabriques d'aliments du bétail ; - travaux effectués dans les abattoirs, les chantiers équarrissage, travaux de récupération et d'exploitation du 5e quartier des animaux de boucherie ; - travaux de dératisation ; - travaux de soins aux animaux vertébrés. |
| Date de mise à jour : 20 mars 1999 | | |

### Régime agricole: maladie de Lyme
| Fiche Maladie professionnelle | Fiche Maladie professionnelle | Fiche Maladie professionnelle |
| Ce tableau définit les critères à prendre en compte pour que la maladie de lyme soit prise en charge au titre de la maladie professionnelle | Ce tableau définit les critères à prendre en compte pour que la maladie de lyme soit prise en charge au titre de la maladie professionnelle | Ce tableau définit les critères à prendre en compte pour que la maladie de lyme soit prise en charge au titre de la maladie professionnelle |
| Régime Agricole. Date de création : 20 mars 1999. | Régime Agricole. Date de création : 20 mars 1999.                                                                                           | Régime Agricole. Date de création : 20 mars 1999. |
| Tableau N°5 bis RA | Tableau N°5 bis RA | Tableau N°5 bis RA |
| MALADIE DE LYME | MALADIE DE LYME | MALADIE DE LYME |
| --- | --- | --- |
| Désignation des Maladies | Délai de prise en charge | Liste indicative des principaux travaux susceptibles de provoquer ces maladies |
| Les manifestations cliniques suivantes de Borréliose de Lyme : | | Travaux exposant à la bactérie infestant des hôtes vecteurs (tiques du genre ixodes) ou des hôtes réservoirs (vertébrés sauvages ou domestiques) et effectués sur toute zone présentant un couvert végétal tel que forêt, bois, bocage, steppe ou lande. |
| 1. Manifestation primaire | 30 jours | Travaux de soins aux animaux vertébrés. |
| Erythème migrant de Lipschutz, avec ou sans signes généraux. | | |
| 2. Manifestations secondaires | 6 mois | |
| Troubles neurologiques : méningite lymphocytaire, parfois isolée ou associée à : - troubles de la sensibilité ; - atteinte des nerfs périphériques et crâniens (syndrome de Garin-Bujadoux- Bannwarth). Troubles cardiaques : - troubles de la conduction ; - péricardite. | | |
| 3. Manifestations tertiaires | 10 ans | |
| - encéphalomyélite progressive ; - dermatite chronique atrophiante ; - arthrite chronique destructive. Pour les manifestations secondaires et tertiaires, le diagnostic doit être confirmé par un examen biologique spécifique.                                            | | |
| Date de mise à jour : | | |

## Leptospirose

### Agent pathogène
L'agent pathogène responsable de la leptospirose est la Leptospira interrogans (bactérie de l'ordre des Spirochætales, comme le tréponème pâle, agent pathogène de la syphilis).
Le genre Leptospira mesure de 6 à 12 micromètres. La bactérie est spiralée, flexible, mobile, avec des extrémités en crochet et un flagelle périplasmatique.
Il existe de nombreux serovars (icterohaemorragiae, canicola, pomona, par exemple) qui ne présentent pas de signature antigénique homogène, ce qui rend difficile la conception de vaccins efficaces.

### Transmission
La transmission se fait dans la plupart des cas de façon indirecte par des eaux infectées ou par le contact avec des tissus animaux infectés (travail dans les abattoirs). On a longtemps parlé de pénétration active de la bactérie à travers la peau. Les leptospires peuvent aussi pénétrer le corps humain par les muqueuses.
La transmission peut aussi être directe (morsure de rats pour les égoutiers).

### Symptomatologie
Incubation7 à 14 jours (extrêmes de 2 à 21 jours)
Première phase cliniquedébut souvent brutal par une fièvre élevée (92 %), céphalées (75 %), myalgies (71 %) portant préférentiellement sur les cuisses et les mollets, reproductibles à la pression des masses musculaires. Toux, hémoptysie, douleur thoracique peuvent compléter le tableau.
Parfois, seule la fièvre est présente (24 % des cas tout de même dans une série étudiée)
À l'examen : hémorragie conjonctivale, ictère, herpes labial, signes sthétacoustiques de pneumonie, rash cutané, maculaire ou maculopapuleux siégeant sur le tronc.
Splénomégalie, hépatomégalie et adénopathies peuvent venir compléter le tableau.
Deuxième phase cliniqueà la première phase succède une rémission de 2 à 3 jours. Puis les signes de la première phase réapparaissent complétés parfois par des signes d'irritation méningée, voire d'encéphalite ou de syndrome méningé franc.
Tableaux d'hémorragies plus ou moins occultes (purpura, épistaxis, hémoptysie, hématémèse) secondaires à la thrombopénie, elle-même découlant de l'apparition d'anticorps anti plaquettes.
Biologiquement, cela correspond à l'apparition des atteintes viscérales
L'atteinte cardiaque, fréquente, se manifeste par une myocardite et/ou une péricardite.

### Prévention
Il existe un vaccin, le spirolept, mais il ne protège que contre le sérotype ictero-haemorragiae (qui représente environ 45 % des leptospiroses). Cependant, les différents sérotypes partagent des antigènes communs, et on peut se poser la question d'une immunité partielle par le vaccin contre les autres sérotypes. Par ailleurs, c'est le s. Icterohemmoragiae qui est responsable de la forme la plus grave de leptospirose dite "maladie de Weil" Le reste de la prévention repose sur la lutte contre l'exposition aussi bien au niveau professionnel qu'au niveau des loisirs (bottes, gants), la dératisation en dehors de la période des pluies (au risque de voir une augmentation des cas par "lessivage" des cadavres par les eaux de pluie, par la vaccination des animaux domestiques, par la lutte contre les chiens errants.

## Maladie de Lyme

### Transmission
Les bactéries responsables des borrélioses sont des spirochètes du genre Borrelia.
Elles se transmettent :
- par  morsure de poux ou de tiques pour les borrélioses tropicales (Borrelia recurrentis) ;
- par des tiques (deux espèces principales) pour la maladie de Lyme (Borrelia burgdorferi).
- In utéro de la mère à l'enfant (Borrelia burgdorferi)[3].

En climat tempéré, la contamination se produit souvent lors de parcours en forêt, du début du printemps à la fin de l'automne. En zone tropicale, le cycle de transmission est encore mal compris, mais il semble que les rongeurs commensaux de l'homme amènent les tiques dans les villages, dans les habitations et autres lieux de vie ou tout près.

### Épidémiologie
La maladie de Lyme doit être prise au sérieux pour toute balade en forêt, à la campagne, en France, en Suisse et en Belgique notamment. Des cas de contaminations sont également signalés dans des jardins publics de grandes villes.
On parle de 20 à 50 cas pour 100 000 habitants en France. La prévalence est particulièrement forte chez les chasseurs (15 % d'entre eux ont été en contact avec les germes infectieux) et la maladie de Lyme est considérée comme une maladie professionnelle chez les forestiers.
La maladie de Lyme est endémique dans certaines régions françaises comme l'Alsace, qui totaliserait d'après l'INVS la moitié des cas français à elle seule.

### Symptômatologie
Une éruption inflammatoire se produit parfois entre trois jours et un mois après la piqûre. Elle se traduit sur la peau par une tache rouge qui s'étend de façon centrifuge à partir de la piqûre, parfois accompagnée de fièvre et plus rarement d'une affection neurologique. Le diagnostic est plus facile lorsqu'un érythème migrant est visible.
La lésion peut passer inaperçue. Une phase secondaire de la maladie peut alors apparaître quelques semaines à quelques mois, voire des années plus tard, se manifestant par des atteintes articulaires, cutanées, cardiaques, neurologiques ou une fatigue chronique. Des manifestations très diverses, souvent accompagnées de douleurs articulaires (arthrites des grosses articulations) et de fatigue, les complications cardiaques peuvent s'avérer mortelles (arrêt cardiaque, syncope, arythmies).

## Sources spécifiques
- (fr) Tableau N° 19 des maladies professionnelles du régime Général
- (fr) Tableau N° 5 des maladies professionnelles du régime Agricole
- (fr) Tableau N° 5Bis des maladies professionnelles du régime Agricole

## Sources générales
- (fr) Tableaux du régime Général sur le site de l’AIMT
- (fr) Guide des maladies professionnelles sur le site de l’INRS